# ArmorGroup
ArmorGroup est une société militaire privée britannique fondée à Londres en 1981. Cotée à la Bourse de Londres jusqu’au 6 juin 2008, elle appartient depuis avril 2008 au groupe G4S PLC.
La gestion des risques, la protection rapprochée ainsi que la formation et l’entraînement de militaires constituent le cœur des activités d’ArmorGroup, présent dans 27 pays. Elle a été contactée par la Grande-Bretagne afin d’assurer la protection de certaines de ses ambassades dans des pays sensibles.